# 格里·希利
托马斯·杰拉德·希利（英語：Thomas Gerard Healy；1913年12月3日—1989年12月14日）是一位政治家，第四国际国际委员会的共同创始人和英国工人革命党领袖。

## 生平
格里·希利出生于爱尔兰戈尔韦一个农民家庭。14岁时移民到英国从事船上收音机操作员。随后他加入大不列颠共产党，但于1937年退党加入托派组织“战斗小组”。希利此后与泰德·格兰特、乔克·哈斯顿、拉尔夫·李共同建立工人国际联盟。
希利在工人国际联盟的工作举步维艰，他多次威胁辞职，并的确曾被开除和重新接纳过。当该组织与革命社会主义联盟合并为革命共产党时，希利是该党的初始成员，但随后与第四国际的领导层（实际上是美国社会主义工人党的领导层）及其在英国的代表萨姆·戈登的关系越来越密切。他们说服希利组织一个派系打入工党。1950年，英国革命共产党投票并入希利的组织（后来被称为“俱乐部”）。
1953年，第四国际分裂时，希利加入詹姆斯·帕特里克·坎农领导的派系。这一派系重组为第四国际国际委员会，其领导人包括坎农、希利和法国托派领袖皮埃尔·朗贝尔。1956年2月赫鲁晓夫去斯大林化以及随之而来的波匈事件使大不列颠共产党一些党员对斯大林主义产生迷茫，俱乐部最终吸纳了这批人。这从根本上改变了希利小组开展活动的能力，他们于1958年推出了《时事通讯》作为定期周报。1959年2月，俱乐部正式重组为英国社会主义劳工联盟。同年3月下旬，社会主义劳工联盟与《时事通讯》一起被英国工党禁止，使得任何与希利集团有联系的人都没有资格成为工党党员。1973年，英国社会主义劳工联盟改名为英国工人革命党。
1974年，以考利汽车行业的主要激进分子艾伦·索内特为首的两百名党员被开除，这一派系组织为工人社会主义联盟。此后，工人革命党日益失去它的党员，在工人运动中日益边缘化。据了解，希利在理论讨论进行期间殴打了党中央委员会成员。
然而，该党的规模和财富仍然足以制作一份日报。内部报告后来证明，印刷企业的大部分资金来自补贴和与中东各个政权的印刷合同。他们通过为工党左派领导人印制报纸来补充收入，例如为前社会主义劳工联盟成员特德·奈特出版的《工党先驱报》，以及肯·利文斯通，希利与他建立了友谊。在此期间，《先驱报》还充当了工人革命党的有限的进入主义行动的工具。
1985年10月下旬，希利被开除出工人革命党。

## 继续阅读
- Lotz, Corinna; Feldman, Paul. . London: Lupus Books. 1994. ISBN 9780952345404.
- Pitt, Bob. .   [2023-11-14]. （原始内容存档于2013-12-13）.